# Pannikulitis
Als Pannikulitis oder Panniculitis (von lateinisch panniculus ‚Läppchen‘, als Diminutiv von pannus) wird eine örtlich begrenzte Entzündung des Unterhautfettgewebes bezeichnet. Es handelt sich dabei um einen deskriptiven klinischen Begriff, der über die Entstehungsursache selbst noch keine Auskunft gibt. Früher wurde die Pannikulitis für eine „Fibrositis“ und somit eine Form des „Weichteilrheumatismus“ des subkutanen Fettgewebes gehalten.

## Klassifikation
Die Pannikulitiden werden in septal / lobulär, sowie mit und ohne begleitende Vaskulitis eingeteilt. „Lobulär“ bezieht sich auf die Adipozyten selbst, „septal“ hingegen beschreibt eine Entzündung in den die einzelnen Adipozytenlobuli trennenden Bindegewebssepten. 

### Septal, ohne Vaskulitis
Dies ist die häufigste Form der Pannikulitis. Die häufigste Diagnose ist hierbei das bei einigen Infektionserkrankungen (bspw. Streptokokken-Infektionen) und Autoimmunerkrankungen (typischerweise Sarkoidose im Rahmen des Löfgren-Syndroms) vorkommende Erythema nodosum. Weitere Formen der septalen Pannikulitis ohne Vaskulitis können bei Sklerodermie oder Necrobiosis lipoidica vorkommen.

### Septal, mit Vaskulitis
Vorkommen bei Polyarteriitis nodosa oder Thrombophlebitis.

### Lobär, ohne Vaskulitis
Vorkommen bei pankreatischer Pannikulitis (Pankreasenzyme zersetzen Fette und sorgen damit für entzündliche Prozesse. Typischerweise erkennt man histologisch Blasen durch Verseifungsprozesse.) im Rahmen von akuten oder chronischen Pankreatitiden, Alpha-1-Antitrypsin-Mangel oder Lupus erythematodes profundus. 
Die Kälte-Pannikulitis ist eine nur wenige Wochen anhaltende Erscheinung nach starker Kälteeinwirkung.

### Lobär, mit Vaskulitis
Beispiele sind das Erythema induratum oder die Calciphylaxie.

## Diagnostik
Häufig reichen Stanzbiopsien nicht aus, weil sie nicht genug Unterhautfettgewebe (Subcutis) gewinnen. Häufig muss deshalb eine Schnittbiopsie vorgenommen werden. Es lassen sich daraufhin typische Veränderungen entweder in den Bindegewebssepten der Subcutis oder innerhalb der Lobuli erkennen.
Eine Pannikulitis Typ Rothmann-Makai (Syn.: Lipogranulomatosis subcutanea) bildet sich erst nach Jahren spontan zurück.
Eine rezidivierende Pannikulitis kann bei der Pfeiffer-Weber-Christian-Krankheit (als rezidivierende nichteitrige Panniculitis auch Weber-Christiansche Krankheit genannt) auftreten.